# Сімеїз
Сімеї́з (крим. Simeiz) — селище в Україні, у складі Ялтинського району Автономної Республіки Крим, центр селищної ради. Розташоване на південних схилах Кримських гір.

## Географічне розташування

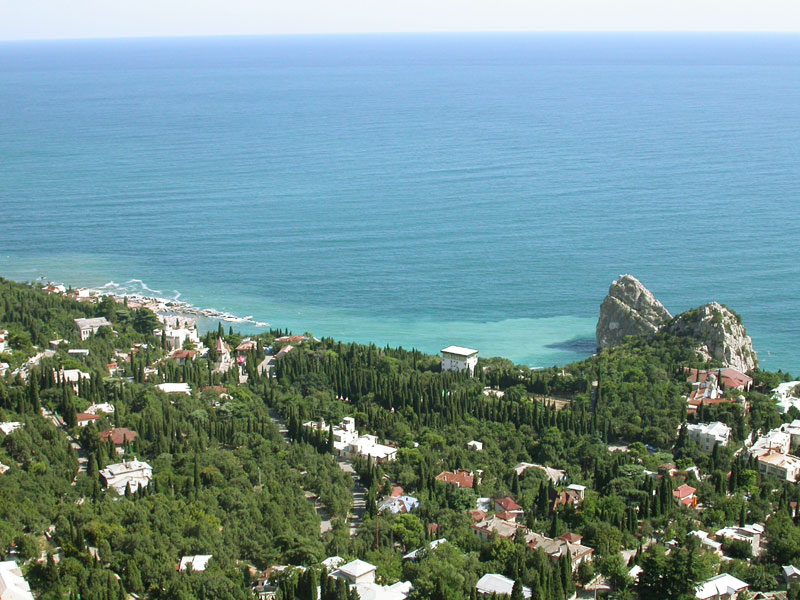
Вид на Сімеїз

Розташований за 21 км на захід від Ялти (автошлях Н19), і за 103 км від Сімферополя. На сході межує з м. Алупка, на заході територія селища закінчується урочищем «Блакитна Затока», на півночі межа Сімеїза проходить уздовж Севастопольського шосе (старої дороги Севастополь — Ялта).
Сімеїз розташований у межах макросхилу Головного пасма Кримських гір, на унікальній за природними умовами ділянці узбережжя, обмеженого з півночі стіною Ай-Петринської яйли з вершинами Ат-Баш, Чака-Таш і гори Алупкінської.
Проте ландшафтна ситуація селища визначається, головним чином, горою Кішка, яка обмежує його із заходу на північний схід, а також р. Нішан-Кая (Шаак-Кая), на захід від якої розташована група зарослих лісом скелястих вершин р. Чакатиш (заввишки 900 м над рівнем моря), звідки ведуть початок джерела, які забезпечують курорт водою.
Назва селища походить зі старогрецького — Сімеоз (знак, покажчик).

## Населення
Населення — 3,5 тис. осіб, переважно українці, проживають також росіяни, кримські татари, вірмени, азербайджанці, євреї, грузини та представники інших національностей.

## Історія

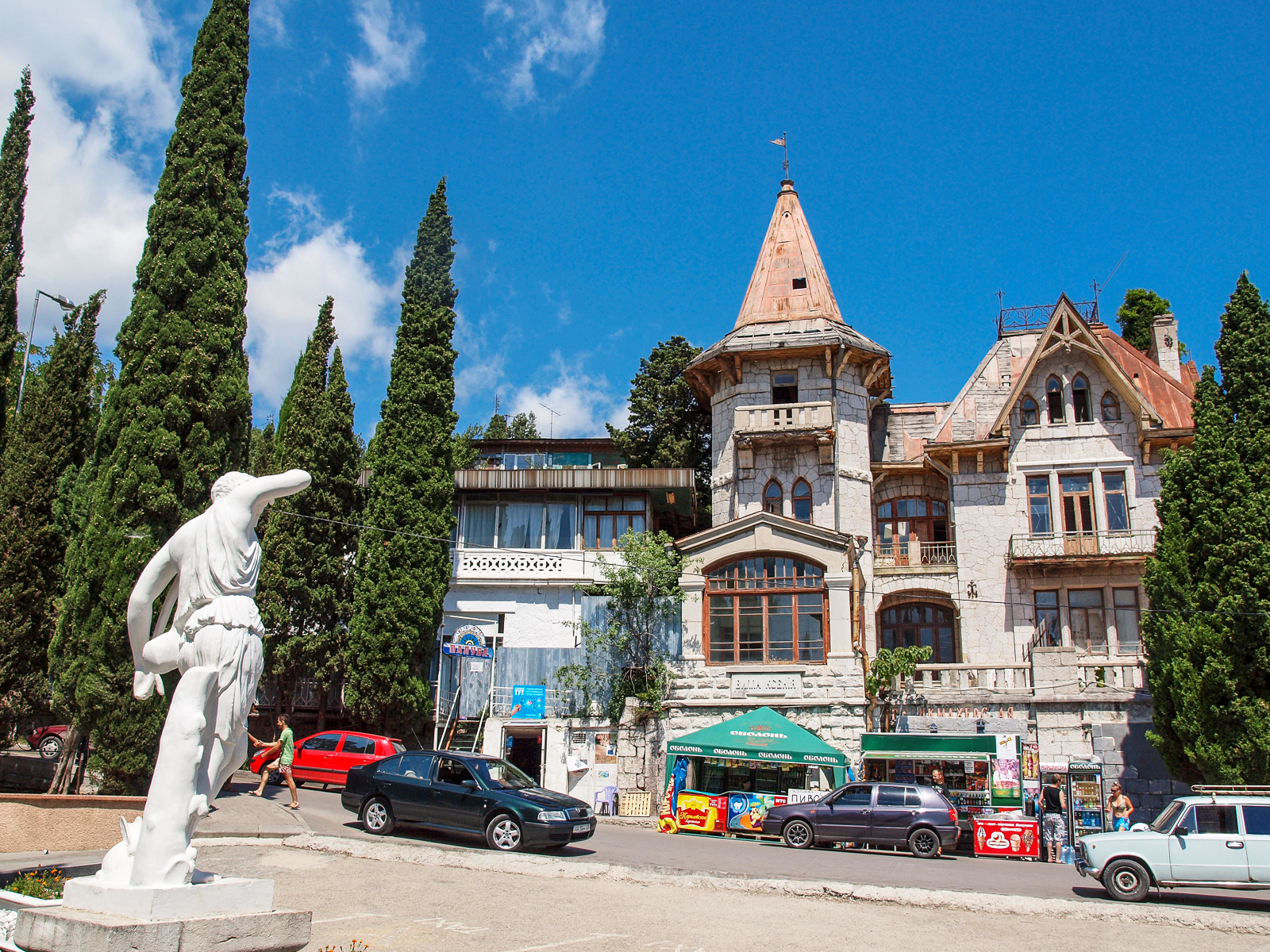
Вілла «Ксенія»

Територія селища заселена ще в I тис. до н. е., про що свідчать археологічні пам'ятки на р. Кішка і скелі Панеа. На р. Кішка існувало укріплене поселення таврів VI—V ст. до н. е., на скелі Панеа — берегове укріплення.
Пізніше, в епоху середньовіччя, прибережне укріплення використовувалося Генуєю, тут існував укріплений середньовічний монастир.
У Камеральному описі Криму (1784 р.) зустрічається згадка про селище Сімеїз, яке входило до складу Мангупського кадилика. Землями селища володіли таврійський губернатор Д. Наришкін, графиня А. Потоцька, князь С. Мещерський, І. Мальцов.
У 1829 р. Сімеїз був переведений із Малходурської волості в Алуштинську. У 1828 —1900 рр. селище належало Іванові Акимовичу Мальцову, який займався виноградарством і виноробством, пізніше — його синам, які в 1900 р. ухвалили рішення створити в Сімеїзі курорт.
У 1906 р. для цих цілей було утворене «Товариство із впорядкування Сімеїза», до складу якого увійшли архітектор Чернов, брати Семенови, архітектор Н. Краснов. За проєктом останнього було побудовано одну з найкрасивіших будівель, символ Сімеїза — Вілла «Ксенія». Товариство розробило генеральний план забудови Сімеїза, що підкреслюється в історії архітектури як один із перших у Російській імперії комплексних планів забудови.
Заздалегідь передбачалося прокласти водопровідну і каналізаційну мережі, облаштувати вулиці та тротуари. Чимала роль відводилася озелененню. Згідно з генеральним планом, охочим пропонували придбати ділянку землі під будівництво з готовим проєктом за умови обов'язкового його виконання. Завдяки такому підходу до будівництва селища, курорт почав стрімко розвиватися і став одним із найупорядкованіших і найпопулярніших. За сезон на ньому відпочивало 12 тис. осіб.
У 1914 р. Сімеїз посів друге місце на фестивалі курортів у Франції. Після більшовицького перевороту в 1917 р. колишні вілли, дачі й приватні пансіонати були перелаштовані під санаторії і житло для обслуговчого персоналу.

## Клімат
Основний природно-ресурсний потенціал Сімеїза — кліматичні умови. Укриті хвойними лісами гори, що перегороджують шлях північним вітрам, і тепле море створюють у Сімеїзі помірно вологий, м'який клімат субтропічного середземноморського типу. Сприятливий для лікування захворювань дихальної системи.
Середньорічна температура повітря — 13,5 °C, вологість 69 %. Середня температура лютого +4,1 °C, липня +24,4 °C.

## Економіка
В економіці селища провідне місце займають санаторно-курортні установи, виноградарство і розвинена система курортного обслуговування відпочиваючих. Сімеїз відомий український гей-курорт.

## Транспорт

Автостанція

Автобусна станція забезпечує зв'язок із містами Сімферополь і Севастополь, маршрутні автобуси — з Ялтою та з іншими населеними пунктами Великої Ялти.
Портовий пункт забезпечує сполучення селища катерами з Ялтою.

## Наука

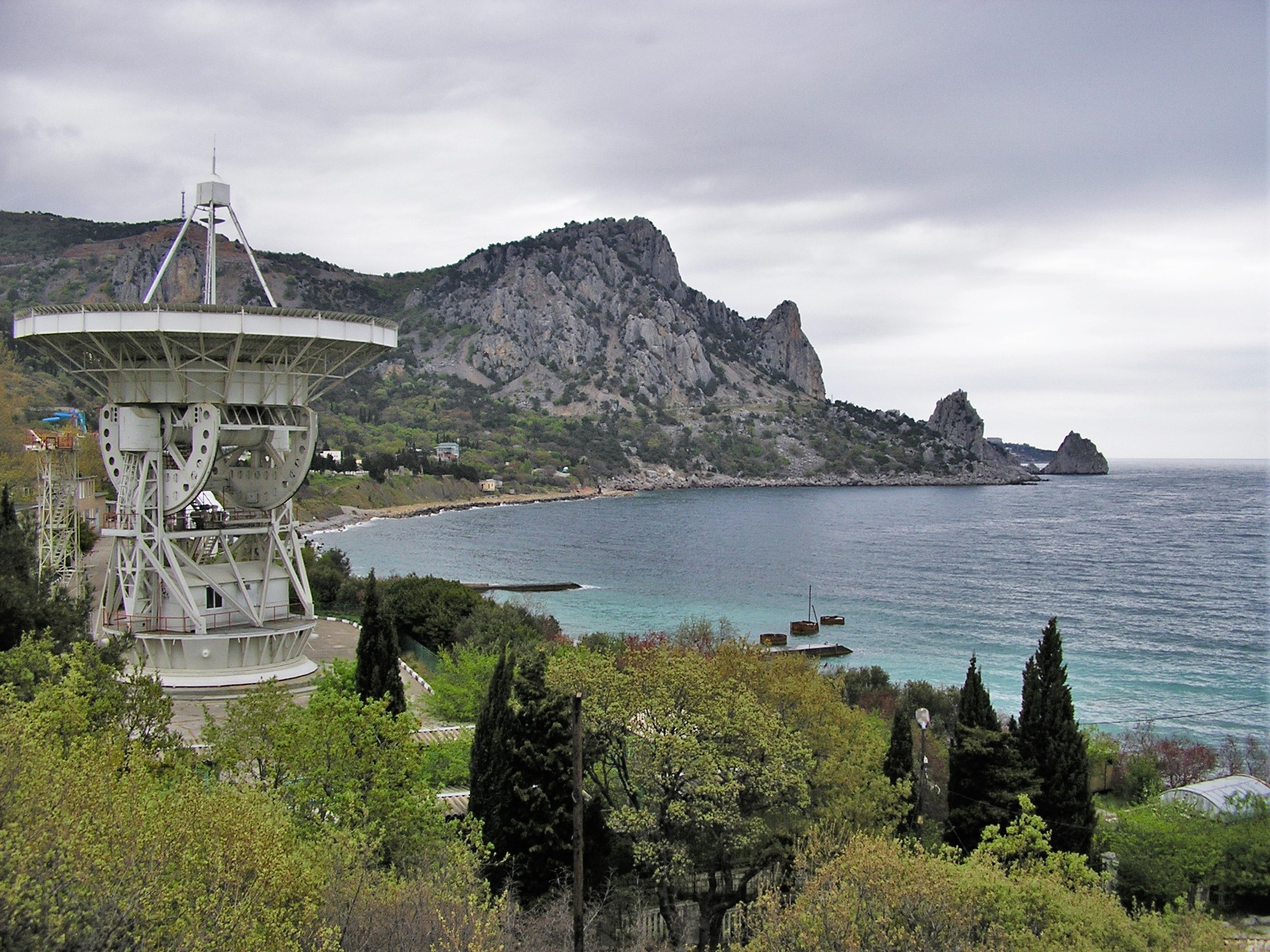
Сімеїзька обсерваторія

У Сімеїзі на горі Кішка розташований відомий як Сімеїзька обсерваторія Сімеїзький відділ Кримської астрофізичної обсерваторії. Тут була розташована перша у світі станція стеження за місячними космічними апаратами, що використовувалась для контролю за польотом космічних апаратів «Луна-1» (січень 1959) і «Луна-2» (вересень 1959), а пізніше прийняла перші фотографії зворотної сторони Місяця (космічний апарат «Луна-3», жовтень 1959).
У Сімеїзі знаходиться один із компонентів системи «Інтеркосмос». Являє собою експериментальну лазерну станцію спостереження штучних супутників Землі.

## Пам'ятки

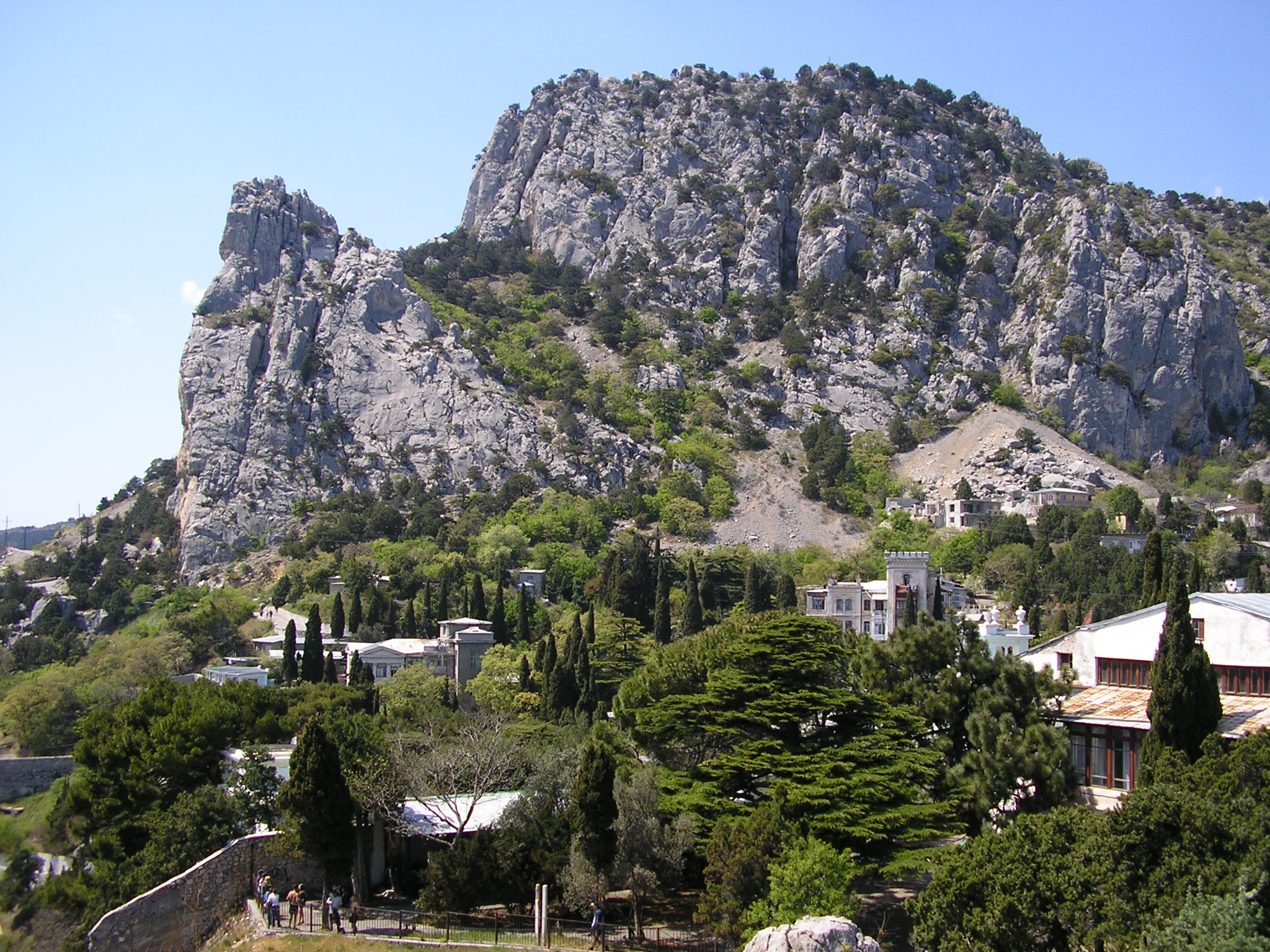
Гора Кішка

- Гора Кішка — комплексна пам'ятка природи загальнодержавного значення.
- Поруч із селищем, на горі Кішка — залишки укріплень Лімен-Ісар[6] (VIII—I ст. до н. е.). Над морем підіймаються скелі Діва і Панея, навколо якої знайдені залишки невеликого поселення і кількох храмів[7].
- Мечеть Сімеїз Джума Джамі.

## Соціальна сфера
У селищі — загальноосвітня школа, 2 дошкільних дитячих установи; лікувальна амбулаторія, 8 санаторіїв, з яких 3 для дітей і підлітків, 2 сезонних дитячо-юнацьких табори відпочинку; кінотеатр; секції боксу і дзюдо; будинок-музей М. Коцюбинського; парк. Діє Сімеїзька обсерваторія. На горі Кішка знаходяться залишки тимчасового командно-вимірювального пункту з управління польотом автоматичної міжпланетної станції «Луна-3».

## Специфіка відпочинку
Загальновідомим є той факт, що Сімеїз є меккою для відпочинку гомосексуальних людей. Так осередком для їхнього спілкування у селищі бар «Їжаки» (рос. «Ежи»).
Традиція тягнеться ще з радянських часів, коли неподалік від селища у 1950-х рр. існував чи не єдиний у СРСР «дикий» пляж. З початку 90-х років XX століття селище набуло великої популярності у відпочивальників гомосексуальної орієнтації.

## Пам'ятки
У Сімеїзі — 50 пам'яток архітектури, пам'ятка природи загальнодержавного значення — гора Кош-Кая (Кішка), пам'ятка природи місцевого значення — скельний комплекс, який складається зі скель Джива-Кая (Діва), Панеа і Крило Лебедя.
Основні пам'ятки:
- Музей Михайла Коцюбинського в Сімеїзі

## Персоналії
У Сімеїзі побувало багато видатних людей: Лев Толстой, М. Коцюбинський, Володимир Маяковський, Володимир Луговський, Костянтин Паустовський та інші.